# Бредейк
Бредейк (нід. Breudijk) — селище в нідерландській провінції Утрехт. Входить до муніципалітету Вурден. Його населення станом на 2005 рік складало 190 осіб.

## Галерея

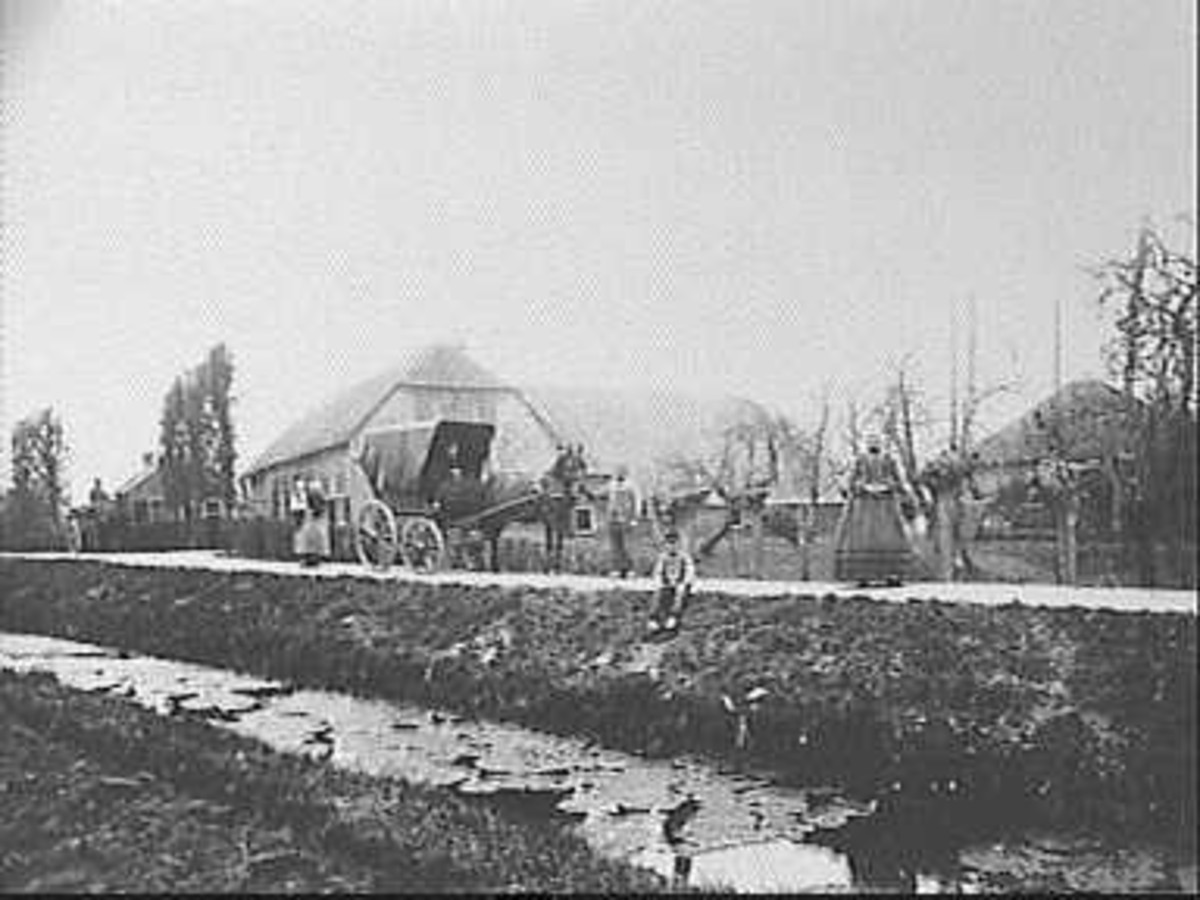
Фото селища (близько 1900)
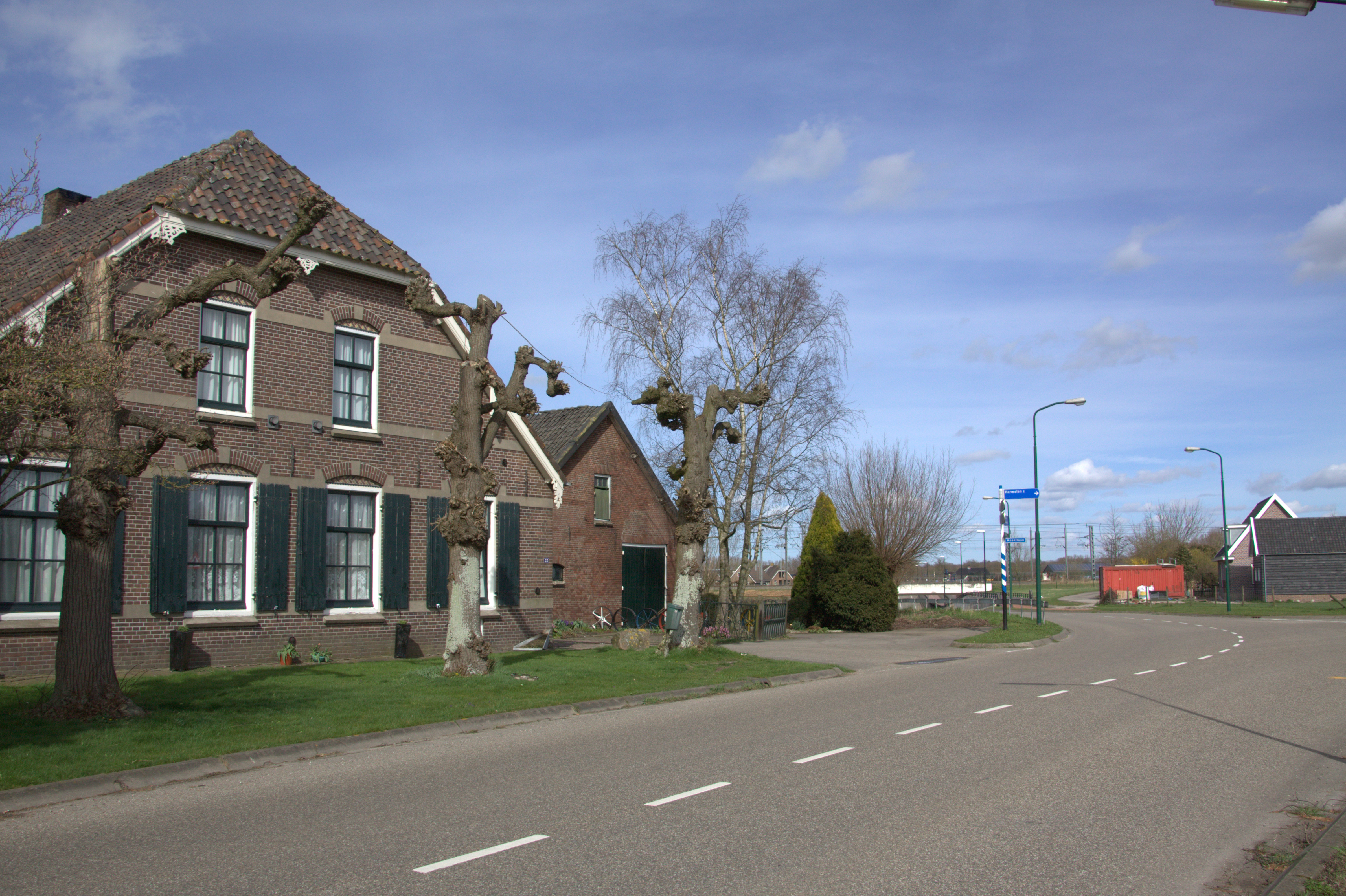